# Declan Gallagher
Declan Patrick Gallagher (født d. 13. februar 1991) er en skotsk professionel fodboldspiller, som spiller for den skotske Premiership-klub St. Mirren og Skotlands landshold.

## Klubkarriere

### Celtic og Stranraer
Gallagher kom igennem Celtics ungdomsakademi, men spillede aldrig en kamp for førsteholdet. Han blev i 2010-11 sæsonen udlånt til Stranraer, hvor han gjorde sin førsteholdsdebut.

### Clyde
Efter at være blevet frigjort af Celtic, skiftede Gallagher i august 2011 til Clyde.

### Dundee
Efter en sæson med Clyde, skiftede Gallagher til Dundee, hvor han fik sin debut i den bedste række af skotsk fodbold.
Dundee rykkede dog ned i 2012-13 sæsonen. Gallagher var herefter med til at vinde oprykning i 2013-14 sæsonen, da Dundee vandt Scottish Championship.

### Livingston
Gallagher skiftede i juli 2014 til Livingston.

### Fængselsstraf og Livingston retur
Gallagher og en anden person blev i juni 2015 fundet skyldig i et overfald med et baseballbat på en person, som havde sket i august 2013. Gallagher og den anden person blev dømt til 3 års fængsel. Gallagher appellerede dommen, og i mens at appelprocessen foregik, vendte han tilbage til at spille for Livingston. Hans appel blev afvist i februar 2016, og Gallagher vendte tilbage til fængsel.
Gallagher kom på fri fod igen i januar 2017, dog med en ankelmonitor i de første måneder. Han blev igen hentet af Livingston efter sin frigørelse. Gallagher var herefter igen en vigtig del af Livingston mandskabet, og var med til at holdet rykkede op i to sæsoner i streg.

### Motherwell
Gallagher skiftede i juli 2019 til Motherwell. Gallagher blev gjort til holdets anfører efter at Peter Hartley havde forladt klubben.

### Aberdeen
Gallagher skiftede i juni 2021 til Aberdeen.

### St. Mirren
Gallagher skiftede i juni 2022 til St. Mirren, efter at man var blevet enig om at ophæve hans kontrakt i Aberdeen.

## Landsholdskarriere
Gallagher debuterede for Skotlands landshold den 16. november 2019.
Gallagher var del af Skotlands trup EM 2020.

## Titler
Dundee
- Scottish Championship: 1 (2013–14)

Livingston
- Scottish Challenge Cup: 1 (2014–15)
- Scottish League One: 1 (2016–17)